# 이화진
이화진(1979년 8월 12일 ~ )은 대한민국의 방송인이다.

## 개요
2012년 나이스게임TV에 입사하여 2014년까지 나이스게임TV의 프로그램 진행과 영상 편집 및 게임 캐스터를 담당했다.

## 참여 방송
- 롤러와
- 은밀한 개인교습 시즌
- 킬링캠프
- Match Up
- 장인어른
- 나디오스타
- 퐈지니의 흐규흐규
- 실내무도 아시아경기대회 한국대표선발전

## 기타
freemind 소속의 백댄서로 활동한 경력이 있다.

## 인용
1. ↑  'e사람' 나이스게임TV의 '베인 누나' 이화진 캐스터를 만나다 보관됨 2013-10-05 - 웨이백 머신 <포모스>